# 木姜子巨刺盾介殼蟲
木姜子巨刺盾介殼蟲（学名：Megacanthaspis litseae）为盾介殼蟲科子巨刺盾介殼蟲屬下的一个种。